# Kamer Genç

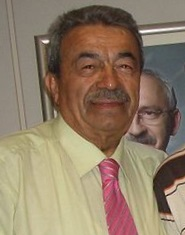
Kamer Genç (2012)

Kamer Genç (* 23. Februar 1940 in Nazımiye, Provinz Tunceli; † 22. Januar 2016 in Istanbul) war ein türkischer Politiker, der in verschiedenen Parteien Mitglied war und mehrmals ins Parlament gewählt wurde. Zuletzt war er Abgeordneter der CHP.

## Werdegang
Kamer Genç wurde 1940 im Dorf Ramazan des Landkreises Nazımiye geboren. Seine Familie waren einfache Leute, sein Vater Ali Genç arbeitete während des Sommers in Istanbul. Kamer Genç besuchte ab 1960 die Finanztechnische Schule in Ankara. Nebenbei arbeitete er auch zusammen mit seinem Vater. Während dieser Zeit verstarb sein Bruder Hıdır an Masern. 1966 beendete Kamer Genç sein Studium an der Wirtschafts- und Handelsfakultät der Universität Ankara, die er seit 1962 besuchte. Neben dem Studium machte er auch Praktika im Finanzministerium und wurde zu einem Steuerbeamten für Bingöl ernannt. 1966 schaffte er die Aufnahmeprüfungen für den Staatsrat. Dort übernahm er verschiedene Posten.
Zwischen 1974 und 1976 hielt er sich in Paris auf. Nach dem Militärputsch in der Türkei 1980 war er Mitglied eines Sonderparlamentes, das eine neue Verfassung ausarbeiten sollte. Er war von 1981 bis 1983 in diesem Parlament. Zwischen 1983 und 1987 arbeitete Kamer Genç als Finanzberater. Als nach 1983 Parteien wieder zugelassen wurden, wollte er sich als unabhängiger Kandidat zu Wahl stellen, bekam aber nicht die Zustimmung des Militärs. Danach schloss er sich der Sosyal Demokrasi Partisi von Erdal Inönü an. 1985 ging die Sosyal Demokrasi Partisi in der Sosyaldemokrat Halkçı Parti auf.
1987 wurde Kamer Genç zum ersten Mal als Abgeordneter für Tunceli ins türkische Parlament gewählt. Als die Sosyaldemokrat Halkçı Parti 1995 mit der Cumhuriyet Halk Partisi (CHP) fusionierte, wurde Genç nicht auf die Wahlliste gesetzt. Daraufhin wechselte er zur Doğru Yol Partisi. Seit der Parlamentswahl 2007 saß er als Parteiloser im Parlament. Er war unter anderem auch stellvertretender Parlamentsvorsitzender. Nach der Wahl von Kemal Kılıçdaroğlu zum neuen Vorsitzenden der CHP trat Genç am 1. Juni 2010 der CHP bei. Insgesamt war Kamer Genç seit 1987 viermal Abgeordneter, wobei er 2002 nicht gewählt wurde.
Bei Kamer Genç wurde im Juni 2010 eine Hirnblutung festgestellt. Er hatte sich zwei Monate vorher beim Joggen den Kopf an einen Ast gestoßen. Kamer Genç wurde daraufhin notoperiert.
Mitte Januar 2016 verstarb Genç an einem Pankreastumor.

## Persönliches
1967 heiratete er die Lehrerin Sevim Hanım, mit der er schon die Grundschule besucht hatte. Das Paar hat zwei Kinder namens Seçkin und Seçil.